# رپید ولی (داکوتای جنوبی)
رپید ولی(به انگلیسی: Rapid Valley) شهری در ایالت داکوتای جنوبی کشور ایالات متحده آمریکا است که جمعیت آن در سرشماری سال ۲۰۱۰ میلادی، ۸٬۲۶۰ نفر بوده‌است.